# Lauenscheidermühle
Lauenscheidermühle ist ein Ortsteil der Gemeinde Schalksmühle im Märkischen Kreis im Regierungsbezirk Arnsberg in Nordrhein-Westfalen (Deutschland).

## Lage und Beschreibung
Der Wohnplatz befindet sich am Großen Klagebach westlich von Heedfeld. Er ist über eine Verbindungsstraße zwischen der Kreisstraße 36 und Landesstraße 561 bei Heedfeld zu erreichen.
Weitere Nachbarorte auf dem Schalksmühler Gemeindegebiet sind Lauenscheid, Lauenscheiderohl, Klagebach, Oberklagebach, Golsberg, Schlöten, Horst, Altenhorst, Häuschen, Grünental, Waldesruh, Spormecke, Westhöhe, Ramsloh, Berkey, Siepen, Davidshöhe, Schmermbecke, Brinkerhof, Hülscheid und Harrenscheid.

## Geschichte
Lauenscheidermühle gehörte bis zum 19. Jahrhundert der Midder Bauerschaft des Kirchspiels Hülscheid an und war 1839 Teil der Gemeinde Hülscheid in der Bürgermeisterei Halver im Kreis Altena. Der laut der Ortschafts- und Entfernungs-Tabelle des Regierungs-Bezirks Arnsberg als Kotten und Mahlmühle kategorisierte Ort besaß 1839 ein Wohnhaus, zwei Mühlenanlagen und zwei landwirtschaftliche Gebäude. Zu dieser Zeit lebten zehn Einwohner im Ort, allesamt evangelischen Bekenntnisses.
1844 wurde die Gemeinde Hülscheid mit Lauenscheidermühle von dem Amt Halver abgespaltet und dem neu gegründeten Amt Lüdenscheid zugewiesen.
Der Ort ist auf der Preußischen Uraufnahme von 1840 als Lauers.M. verzeichnet. Ab der Preußischen Neuaufnahme von 1892 ist der Ort auf Messtischblättern der TK25 als Lauenscheidermühle verzeichnet.
Die Gemeinde- und Gutbezirksstatistik der Provinz Westfalen führt 1871 den Ort als Mühle unter dem Namen Lauenscheidermühle mit zwei Wohnhäusern und fünf Einwohnern auf.  Das Gemeindelexikon für die Provinz Westfalen gibt 1885 für Lauenscheidermühle eine Zahl von elf Einwohnern an, die in zwei Wohnhäusern lebten. 1895 besitzt der Ort zwei Wohnhäuser mit 15 Einwohnern, 1905 werden zwei Wohnhäuser und 13 Einwohner angegeben.
1969 wurden die Gemeinden Hülscheid und Schalksmühle zur amtsfreien Großgemeinde (Einheitsgemeinde) Schalksmühle im Kreis Altena zusammengeschlossen und Lauenscheidermühle gehört seitdem politisch zu Schalksmühle, das 1975 auf Grund des Sauerland/Paderborn-Gesetzes Teil des neu geschaffenen Märkischen Kreises wurde.